# Tantilla ceboruca
Tantilla ceboruca är en ormart som beskrevs av  Canseco-Márquez, Smith, Ponce-Campos, Flores Villela och Campbell 2007. Tantilla ceboruca ingår i släktet Tantilla och familjen snokar. Inga underarter finns listade i Catalogue of Life.
Denna orm är endast känd från vulkanen Ceboruco i delstaten Nayarit i västra Mexiko. Fram till 2015 hittades tre exemplar. De upptäcktes i en blandskog med ekar och tallar. Utbredningsområdet ligger 1200 till 2100 meter över havet. Honor lägger troligtvis ägg som hos andra släktmedlemmar.